# Tapete de Saraband
O Tapete de Saraband é um tipo de tapete persa. É tecido na região montanhosa ao sul de Arak e a leste de Borujerd.

## Descrição
O principal motivo usado é o boteh miri, às vezes com um medalhão central em forma de losango, ornado com boteh, e quatro cantos que repetem os motivos da borda, composto de bandas estreitas com tinturas diferentes e alternadas, ornadas com boteh ou motivos geométricos.